# Eleanor Glanville

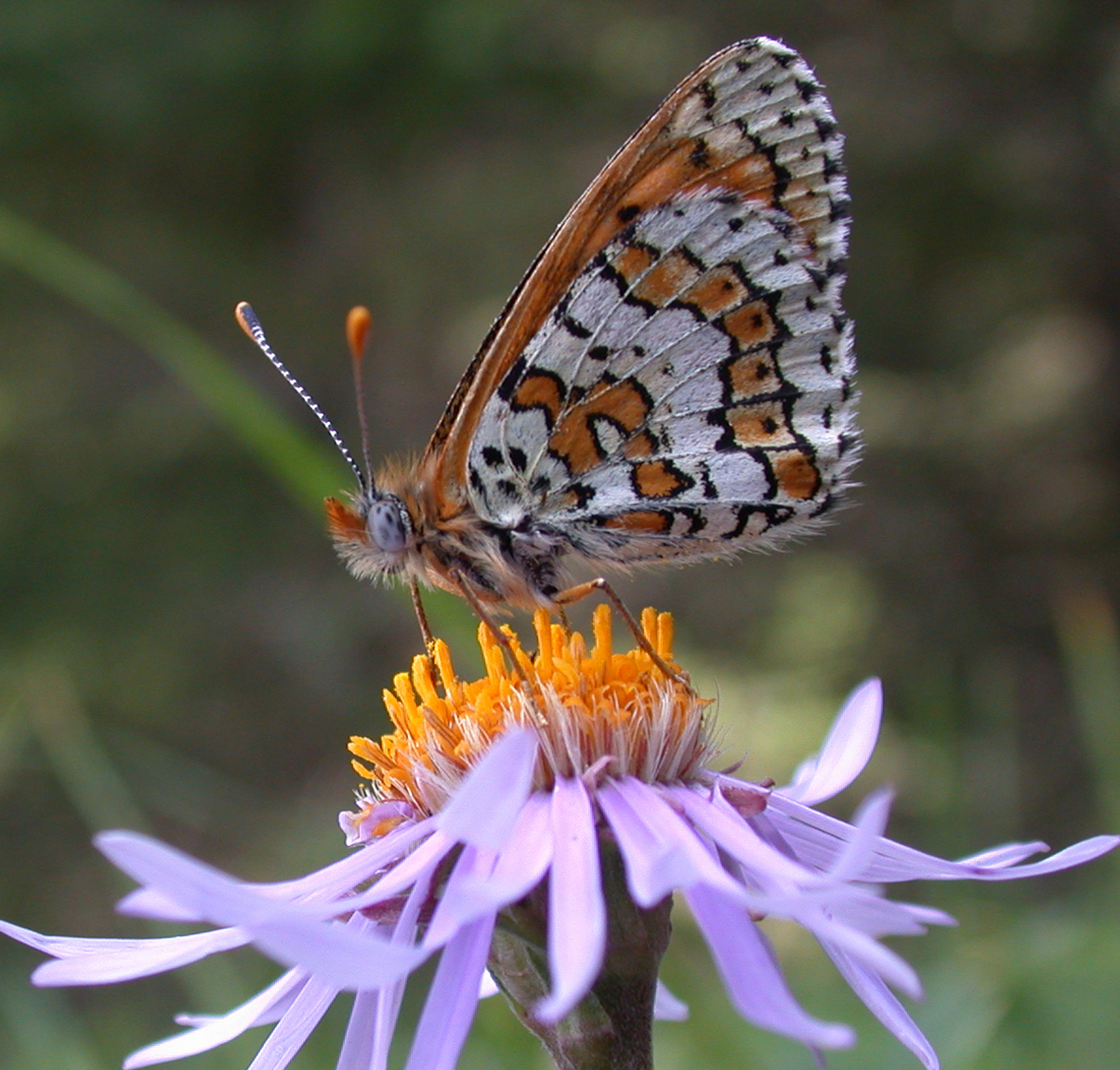
Melitaea cinxia, que en inglés recibe el nombre de Glanville Fritillary

Eleanor Glanville (c. 1654, Tickenham, Somerset - 1709) fue una entomóloga inglesa del siglo XVII. Glanville estaba particularmente interesada en las mariposas. Recogía grandes cantidades de especímenes de mariposa, muchos de los ejemplares que han llegado a nuestros días se encuentran en el Museo de Historia Natural. La mariposa Melitaea cinxia recibe el nombre en inglés de Glanville Fritillary en su honor.
Eleanor Glanville era hija de William Goodricke y Eleanor Poyntz, descendiente de la familia Poyntz, quienes fueron barones feudales de Curry Mallet en Somerset, más tarde de Iron Acton en Gloucestershire. Se casó con Edmund Ashfield y tras la muerte de este contrajo matrimonio con Richard Glanville. Se dedicó a la entomología tras separarse de su segundo marido, e intentó que su familia directa no recibiera su dinero. Aun así, en su muerte, sus hijos no cumplieron su voluntad, argumentando que era demente debido a su afición.
En 2009, Fiona Mountain publicó una novela sobre la vida de Glanville.